# ミッドランド郡 (テキサス州)
ミッドランド郡（英: Midland County）は、アメリカ合衆国テキサス州の西部に位置する郡である。人口は16万9983人（2020年）。郡庁所在地はミッドランドであり、同郡で人口最大の都市である。郡名は、テキサス・アンド・パシフィック鉄道を使って、フォートワースとエルパソの中間にあることから名付けられた。
ミッドランド郡はミッドランド都市圏を構成しており、ミッドランド・オデッサ広域都市圏にも入っている。

## 歴史
1968年、ミッドランド郡はアメリカ合衆国最高裁判所の「アベリー対ミッドランド郡事件」判決で敗訴し、地区割りを平等にしなければならないとされた。ミッドランド市の人口が郡人口の大半となっているにもかかわらず、郡政委員会の5人の委員のうち1人しか市内から選ばれないようなっていたもので、これはアメリカ合衆国憲法修正第14条の平等権の保護に違背するものと裁定された。

## 地理
アメリカ合衆国国勢調査局に拠れば、郡域全面積は902平方マイル (2,336 km2)であり、このうち陸地900平方マイル (2,332 km2)、水域は2平方マイル (4 km2)で水域率は0.19%である。石油埋蔵量ではアメリカ合衆国の中で第3位の油田であるスプラベリー・トレンドが、郡内の多くの場所に入っている。

### 主要高規格道路
- 州間高速道路20号線
- テキサス州道349号線
- テキサス州道158号線

### 隣接する郡
- マーティン郡 - 北
- ハワード郡 - 北東
- グラスコック郡 - 東
- リーガン郡 - 南東
- アプトン郡 - 南
- クレーン郡 - 南西
- エクター郡 - 西
- アンドリューズ郡 - 北西

## 人口動態
以下は2000年国勢調査による人口統計データである。
| 基礎データ - 人口: 116,009人 - 世帯数: 42,745 世帯 - 家族数: 30,947 家族 - 人口密度: 50人/km2（129人/mi2） - 住居数: 48,060軒 - 住居密度: 21軒/km2（53軒/mi2） 人種別人口構成 - 白人: 77.32% - アフリカン・アメリカン: 6.98% - ネイティブ・アメリカン: 0.64% - アジア人: 0.93% - 太平洋諸島系: 0.03% - その他の人種: 12.17% - 混血: 1.92% - ヒスパニック・ラテン系: 29.03% 年齢別人口構成 - 18歳未満: 30.2% - 18-24歳: 8.8% - 25-44歳: 28.4% - 45-64歳: 20.9% - 65歳以上: 11.6% - 年齢の中央値: 34歳 - 性比（女性100人あたり男性の人口） - 総人口: 93.4 - 18歳以上: 89.4 | 世帯と家族（対世帯数） - 18歳未満の子供がいる: 38.9% - 結婚・同居している夫婦: 57.4% - 未婚・離婚・死別女性が世帯主: 11.4% - 非家族世帯: 27.6% - 単身世帯: 24.2% - 65歳以上の老人1人暮らし: 8.6% - 平均構成人数 - 世帯: 2.68人 - 家族: 3.21人 収入と家計 - 収入の中央値 - 世帯: 39,082米ドル - 家族: 47,269米ドル - 性別 - 男性: 36,924米ドル - 女性: 24,708米ドル - 人口1人あたり収入: 20,369米ドル - 貧困線以下 - 対人口: 12.9% - 対家族数: 10.3% - 18歳未満: 16.2% - 65歳以上: 7.9% |

## 政治
ミッドランド郡は昔から民主党支持だったが、近年はかなり共和党支持に変わってきた。大統領選挙の場合、民主党候補者が郡を制したのは1948年のハリー・S・トルーマンが最後になっている。2008年の選挙では共和党候補のジョン・マケインが36,135票、78%を獲得し、対する民主党候補のバラク・オバマは9,672票、21%に過ぎなかった。アメリカ合衆国下院議員選挙ではテキサス州第11選挙区に属し、2012年時点の代表は共和党員である。この選挙区は2004年の大統領選挙で共和党のジョージ・W・ブッシュに78%の支持を与え、国内の選挙区では最大だった。このときミッドランド郡ではブッシュに82%が投票し、民主党のジョン・ケリーは18%だった。

## 都市と町
- ミッドランド、小部分がマーティン郡内 - 郡庁所在地
- グリーンウッド、未編入の町
- オデッサ、大部分はエクター郡内